# 100 % collègues
100 % collègues est un collectif musical composé de divers musiciens issus de groupes toulousains, actif de 1993 à 2000,,.

## Genre musical
Ce collectif est parfois présenté comme un satellite du groupe Zebda. Selon Mustapha Amokrane : « Avant ou après nos concerts, nous aimions « taper un bœuf ». Cela nous a donné envie d'organiser des soirées puis des concerts [...]. Ce qui nous réunit, c'est cette gouaille toulousaine et cette culture d'enfants de l'émigration kabyle et espagnole. ». 
Selon le journal Le Monde, 100% collègues est une « bande festive basée sur les croisements musicaux ». Le journal Libération évoque « une drôle de bande de saltimbanques ».

## Composition
- Bernardo Sandoval - guitare et chant[5]
- Mouss et Hakim (du groupe Zebda) - chant[5]
- Serge Lopez - guitare[5]
- Philippe Dutheil (contrebassiste de Serge Lopez) - contrebasse[5]
- Pascal Rollando (batteur de Sandoval, Lopez et Art Mengo) - percussions, batterie[5]
- Jean-Luc Amestoy (accordéoniste de Lareine et Sandoval) - accordéon[5]
- Marc Dechaumont (bassiste de Fly and the Tox) - basse[5]

## Discographie
- Motivés! Chants de lutte
- 100 % collègues en concert[7]
- 100 % collègues II[7]